# ميخائيل هندري
ميخائيل هندري (بالإنجليزية: Michael Hendry)‏ هو لاعب غولف نيوزلندي، ولد في 15 أكتوبر 1979 في أوكلاند في نيوزيلندا.

## وصلات خارجية
- الموقع الرسمي
- ميخائيل هندري على موقع رابطة اليابان للاعبي الغولف المحترفين (الإنجليزية)
- ميخائيل هندري على موقع التصنيف العالمي الرسمي للغولف (الإنجليزية)